# Sidi Ouaaziz
Sidi Ouaaziz  (in arabo سيدي واعزيز‎?) è un centro abitato e comune rurale del Marocco situato nella provincia di Taroudant, regione di Souss-Massa. Conta una popolazione di 8 320 abitanti (censimento 2014).